# 楊砥
楊砥（1365年—1418年），字大用，中書省晉寧路澤州（今山西晋城）人。明朝政治人物、进士。

## 生平
洪武二十七年（1394年），楊砥中三甲第四十六名進士。历任湖广布政司参议。永乐年间，担任礼部侍郎，后因事连坐贬为工部主事，之后升为太仆卿。其性情刚烈，特别遵守孝道，后母丧致仕。